# Pod baštami
Ulice Pod baštami na Hradčanech v Praze spojuje ulice Na Valech a Milady Horákové. Nazvána je podle nedalekých hradebních bašt, které byly součást barokního opevnění Pražského hradu Mariánské hradby. Na místě bašt vznikla začátkem 20. století vilová čtvrť, považována za jednu z nejluxusnějších lokalit v Praze.

## Budovy, firmy a instituce
- Aeroworld – Pod baštami 3[2]
- Inovastav – Pod baštami 4[3]
- Salon krásy Marlen – Pod baštami 5[4]
- Elegance Indie – Pod baštami 6[5]